# 维亚切斯拉夫·尼科诺夫
维亚切斯拉夫·阿列克谢耶维奇·尼科诺夫（羅馬化：Vyacheslav Alekseyevich Nikonov；1956年6月5日—），俄罗斯政治家、政治学家，国家杜马科教委员会主席、俄罗斯金砖国家研究国家委员会主席，苏联领导人维亚切斯拉夫·莫洛托夫和波林娜·热姆丘任娜的外孙。2020年12月10日，尼科诺夫称哈萨克斯坦的领土是苏联和俄罗斯的礼物，引发哈萨克斯坦方面的抗议。针对尼科诺夫引用雅利安人理论等极右翼观点，俄罗斯诗人伊戈尔·伊尔捷尼耶夫曾对他讽刺到“我不明白，尼科诺夫到底是谁的外孙，莫洛托夫还是里宾特洛甫？”。